# Габишев Олександр Гаврилович
Олександр Гаврилович Габишев (нар. 1899, село Александровка Кочайської волості Мархинського повіту Якутської області, тепер село Антоновка Нюрбинського улусу Республіка Сахи (Якутії), Російська Федерація — розстріляний 21 травня 1942, виправно-трудовий табір «Севвостлаг» НКВС СРСР) — радянський діяч, голова Центрального виконавчого комітету Якутської АРСР. Депутат Верховної Ради СРСР 1-го скликання (1937—1939).

## Біографія
Народився в селянській родині. У 1915 році закінчив Вілюйське чотирикласне початкове училище.
З серпня по грудень 1919 року служив рядовим білогвардійської армії адмірала Колчака в містах Ачинську та Іркутську.
З січня по березень 1920 року — в Червоній армії в місті Іркутську.
Член РКП(б) з 1920 року.
У 1920—1922 роках — інструктор з позашкільної освіти при уповноваженому Сибірського революційного комітету по Якутській області, член Вілюйського повітового бюро РКП(б). Брав участь у боях з білоповстанцями при облозі Вілюйська.
У 1922 році — голова Вілюйського повітового революційного комітету Якутської області.
Працював інструктором та завідувачем відділу управління Якутського обласного комітету РКП(б), завідувачем відділу управління Народного комісаріату торгівлі і промисловості Якутської АРСР
У 1923 році — слухач курсів підготовки повітових партійних працівників при ЦК ВКП(б) у Москві.
Після закінчення курсів — секретар Вілюйського окружного комітету РКП(б), завідувач організаційного відділу Якутського обласного комітету РКП(б).
У 1926 році (до червня) виконував обов'язки відповідального секретаря Якутського обласного комітету ВКП(б).
У 1926—1928 роках — завуч Якутської радянської партійної школи, керуючий справами ЦВК і РНК Якутської АРСР.
З березня по грудень 1928 року — виконувач обов'язків відповідального секретаря Якутського обласного комітету ВКП(б).
У 1928—1929 роках — завідувач відділу з роботи на селі Якутського обласного комітету ВКП(б).
У 1929 році рік навчався на агронома в Московській сільськогосподарській академії імені Тімірязєва, потім перейшов на філософське відділення Інституту підготовки кадрів червоної професури, яке закінчив у грудні 1932 року.
З січня по грудень 1934 року — партійний організатор ВКП(б) Верхоянської геологічної експедиції з оловорозвідки в Якутській АРСР.
У 1934 — липні 1938 року — голова  Центрального виконавчого комітету Якутської АРСР.
Обирався членом Якутського обласного комітету ВКП(б), членом Якутського ЦВК IV, V, VI скликань, кандидатом у члени ЦВК СРСР V скликання (1929), членом ЦВК СРСР VII скликання (1935).
До лютого 1939 року — викладач політичної економії Якутського педагогічного інституту.
Заарештований 5 лютого 1939 року. Засуджений під час «процесу двадцяти п'яти» в квітні — травні 1940 року до страти. Постановою Особливої наради НКВС СРСР від 17 травня 1941 року смертний вирок замінили засланням у виправно-трудовий табір на 8 років. У 1942 році кримінальну справу проти Габишева відновили і його засудив до найвищої кари Військовий трибунал військ НКВС. Розстріляний 21 травня 1942 року.
Реабілітований 12 червня 1956 року рішенням Президії Верховного суду Якутської АРСР.